# NGC 1935
NGC 1935 هي مجرة تتبع كوكبة أبو سيف. اكتشفها جون هيرشل في 23 نوفمبر 1834.

## روابط خارجية
- NGC 1935 على موقع ويكي سكاي: DSS2, SDSS, GALEX, IRAS, Hydrogen α, X-Ray, Astrophoto, Sky Map, Articles and images